# Грудиня-Мала
Грудиня-Мала (пол. Grudynia Mała, нім. Klein Grauden) — село в Польщі, у гміні Павловички Кендзежинсько-Козельського повіту Опольського воєводства.
Населення — 112 осіб (2011).

## Демографія
Демографічна структура станом на 31 березня 2011 року:
|          | Загалом | Допрацездатний вік | Працездатний вік | Постпрацездатний вік |
| -------- | ------- | ------------------ | ---------------- | -------------------- |
| Чоловіки | 51      | 8                  | 36               | 7                    |
| Жінки    | 61      | 13                 | 38               | 10                   |
| Разом    | 112     | 21                 | 74               | 17                   |